# 사랑으로 부르는 노래
사랑으로 부르는 노래는 1991년 12월 16일 에서 1992년 3월 21일 까지 방영되었던 토막 프로그램이다.

## 기획 의도
각계 각층의 인사가 출연하여 좋아하는 노래 부르고 싶은 노래를 그 노래에 담긴 사연을 소개하고 직접 부름으로써 시청자들과 함께 추억을 회상하는 시간을 마련한다. 노래를 부르는 동안 출연자의 일상이 사진 등으로 삽입되고, 집안, 즐겨 찾는 곳, 직장 등이 배경으로 등장하여 출연자의 생활을 시청자들이 쉽게 알 수 있게 하였다. 이 프로그램은 정다운 노래와 인간적인 모습을 통해 사람들 사이의 벽을 허물고 밝은 사회, 건강한 사회를 구현하는 근원은 사랑임을 인식 시킨다.